# Caisa-Marie Lindfors
Caisa-Marie Lindfors (5 de agosto de 2000) es una deportista de Suecia que compite en atletismo. Ganó una medalla de bronce en el Campeonato Europeo de Atletismo por Equipos de 2021, en la prueba de lanzamiento de disco.